# Comuna Daleke, Ciornomorske
Daleke (în ucraineană Далеке) este o comună în raionul Ciornomorske, Republica Autonomă Crimeea, Ucraina, formată din satele Daleke (reședința), Juravlivka, Siverne, Volodîmîrivka și Zoreane.

## Demografie
Componența lingvistică a comunei Daleke
     Rusă (53,98%)
     Tătară crimeeană (28,27%)
     Ucraineană (16,12%)
     Alte limbi (0,82%)
Conform recensământului din 2001, majoritatea populației comunei Daleke era vorbitoare de rusă (53,98%), existând în minoritate și vorbitori de tătară crimeeană (28,27%) și ucraineană (16,12%).